# Уссурийский край
Уссурийский край — традиционное название южной части Дальнего Востока России. Большая часть края расположена в бассейне реки Уссури и включает южную часть гор Сихотэ-Алиня, Приханкайскую равнину и прилегающие к ней с юга хребты. В конце XIX века в Российской империи так называлась местность между реками Уссури, Сунгача, озером Ханка с одной стороны и берегом Татарского пролива и Японского моря — с другой, располагавшиеся на территории административных Уссурийского и Южно-Уссурийского округов Приморской области.
По данным энциклопедического словаря Брокгауза и Ефрона, площадь этой культурно-исторической области составляла 214 896.2 км2 (201 440 кв. верст). В физико-географическом отношении реками Улахэ, Лифудзин и Аввакумовка Уссурийский край разделялся на Северно-Уссурийский край, площадью в 133 819.4 км2 (125 440 кв. верст), и Южно-Уссурийский край, площадью в 81 076.8 км2 (76 000 кв. вёрст). Эти земли были присоединены к России на основании Айгунского договора в 1858 году.

## География
На территориях, относившихся к Уссурийскому краю, преобладает гористый характер рельефа. С северо-востока на юго-запад проходит хребет Сихотэ-Алинь. В верховьях реки Сучана хребет уклоняется к западу, и море в этом месте образует залив Петра Великого, расчленяющийся отрогами хребта. Средняя высота хребта 1,5 км, отдельные вершины поднимаются выше 2000 м, высшей точкой считается Голая гора . Горы состоят из песчаника, известняков, базальтов и гранитов. До самых вершин, за исключением отдельных голых пиков и гольцов, они поросли дремучим лесом.
Кроме Сихотэ-Алиня, в Северо-Уссурийском крае проходит ещё хребет Большой Хехцир, который тянется с запада на восток и заполняет своими отрогами пространство по правому берегу реки Уссури и правому берегу реки Амура ниже Хабаровска. Высшие точки этого хребта достигают 1000 метров. Почва на горах глинисто-каменистая, на невысоких скатах — суглинистая с большой примесью песка и чернозёмная с слоем чернозема в 20 сантиметров. Подпочва большей частью состоит из глины.
Местности с характером равнины находятся вдоль берега Уссури в верхнем и нижнем её течении. Нижняя равнина начинается у южного подножия хребта Большой Хехцир от реки Чирки и тянется на юг на 65 км, а к востоку на 55—60 км. Она представляет низменность, поросшую лесом, покрытую озёрами и болотами. Равнина в верхнем течении Уссури начинается от устья реки Иман и оканчивается ниже устья реки Сунгача. Она тянется с севера на юг на 130 километров при ширине с востока на запад до 50 км. Эта равнина представляет холмистую степь с чернозёмной почвой, и только вблизи берегов Уссури на ней встречаются топи и болота. В Южно-Уссурийском крае равнины встречаются в долинах рек; кроме того, около озера Ханка находится обширная холмистая степь, в которой имеется до 2200000 гектаров годной для обработки земли. Такая же земля встречается в падях и логовинах, покрытых толстым слоем чернозёма. Под черноземом обыкновенно залегает суглинок и слой красной и серой глины.
На территориях Уссурийского края располагается множество рек, крупнейшей из которых является Уссури. В северной части территории края реки впадают в Уссури или в Татарский пролив и Японское море.
В море впадают: Ботчи, Нельма, Кутунгоу, Такхома, Ядиху, Мутная, или Хульсин, Тютиха и Тазуши, Сидими, Монгугай, Майхэ, Цимухэ, Конгоуза, Шитухэ и др. За исключением рек Суйфун и Сучан, являвшихся из-за своей значительной длины и глубины в конце XIX — начале XX века судоходными в своём нижнем течение, остальные реки впадающие в море имеют незначительную длину и мелководны и во времена Российской империи интерес представляли лишь их долины, как возможный объект колонизации.
В то же время реки, впадающие с правой стороны в Уссури (Кия, Хор, Подхорёнок, Бикин, Иман, Тамга и Большая Ситуха), довольно велики и были в конце XIX — начале XX века доступны для плавания на большом расстоянии от устья, в особенности во время дождей.
Реки северной части края вскрываются от льда в конце первой половины апреля, а иногда и ранее, и покрываются льдом в начале ноября.
По западному склону Сихотэ-Алиня стекают значительные реки, из которых, кроме Уссури с её притоком Сунгача, самые значительные Даубихэ и Улахэ. Все остальные реки южной части края изливаются в озеро Ханка. Из них самые значительные Лефу и Мо. Вскрываются реки этой части края в начале апреля, а замерзают в конце ноября.
Побережье Японского моря на территориях Уссурийского края имеет большое количество заливов и бухт. Из морских заливов в северной части края наиболее замечательны: Святого Владимира, Опричник, Пластун, Джигит, бухта Терней, Хунтами и Гроссевича. Некоторые из этих заливов весьма удобны для стоянки судов, но в конце XIX — начале XX века вследствие удаленности от населенных пунктов края почти не посещались судами, а служили только местом ловли трепангов и морской капусты. В южной части края наиболее замечательны заливы: Святой Ольги, бухта Святого Евстафия, Таухская, Святого Валентина, Преображения, залив Островной, бухта Мелководная, Успения, Тхадгоу, Залив Петра Великого с множеством второстепенных заливов и бухт, залив Америка, Восток, Уссурийский, Амурский, бухта Золотой Рог, залив Славянский, залив Посьета и др. Большая часть заливов и бухт имеют значительную глубину, окружены горами и представляют прекрасные гавани, защищенные от ветров и волнения. Все заливы и бухты в конце XIX — начале XX века покрывались льдом в начале декабря или несколько позже, а вскрывались в конце марта и в начале апреля.

## Климат
В конце XIX — начале XX веков на территориях Уссурийского края климат характеризовался довольно жарким летом с преобладающими северо-восточными ветрами и с большим количеством атмосферных осадков. Зима была очень холодная, с сухой ясной погодой при господствующих западных и северо-западных ветрах.
Следующие данные дают представления о климате северной части края в то время.
|                 | Средняя температура года | Средняя температура зимы | Средняя температура весны | Средняя температура лета | Средняя температура осени | Средние осадки, в мм. | Осадки зимы | Осадки весны | Осадки лета | Осадки осени |
| --------------- | ------------------------ | ------------------------ | ------------------------- | ------------------------ | ------------------------- | --------------------- | ----------- | ------------ | ----------- | ------------ |
| Хабаровск       | 0,6                      | —21,9                    | 1,4                       | 20,1                     | 2,8                       | 551,8                 | 12,0        | 122,9        | 313,3       | 123,6        |
| Залив Св. Ольги | 4,17                     | —10,61                   | 3,53                      | 17,9                     | 6,57                      | 753,9                 | 32,17       | 185,06       | 310,54      | 226,13       |

В южной части края климат был заметно умереннее (см. Приморская область), чем в северной части. Зима продолжалась здесь 138 дней, весна — 82, лето — 92 и осень 53. На снижение годовой температуры края продолжает оказывает влияние главным образом холодное течение Охотского моря, которое через Татарский пролив проходит вдоль западного берега Японского моря.

## Флора и фауна
Растительность и животный мир Уссурийского края в начале XX века характеризовались сочетанием северных форм с южными. В северной части края из деревьев и кустарников преобладали: липа, клен, пробковое дерево, грецкий орех, маакия амурская, черешня, черемуха, яблоня, груша, ясень, дуб, вяз, береза, ольха, осина, кедр, лиственница, пихта, сосна, максимовичия, виноград, бересклет, крушина, таволга, малина, шиповник, бузина, калина, жимолость, лещина и др. В южной части края к этим породам присоединялись ещё вишня (Prunus Maximowitschii), абрикосовое дерево, синий изюм (Cissus brevipedunculata). Распределение этих пород находилось в зависимости от положения местности по отношению к берегу моря.
Наиболее богатыми и разнообразными растительность начала XX века были западные склоны Сихотэ-Алиня, особенно по скатам, защищённым от ветра. На восточных склонах под влиянием холодных ветров с моря преобладали хвойные деревья.
Из млекопитающих животных в Уссурийском крае начала XX века водились тигр, барс, дикая кошка, медведь, барсук, енотовидная собака, соболь, колонок, горностай, волк, лисица, белка, заяц, кабан, изюбрь, пятнистый олень, кудрявая антилопа, кабарга, лось и др. Из птиц были многочисленны фазаны, а также восточно-сибирский глухарь, рябчик, разные утки, гуси и проч. Реки начала XX века, а в особенности озеро Ханка, изобиловали разными породами рыб, из которых замечательны калуга (Acipenser orientalis), кета, горбуша, сазан и проч.

## Полезные ископаемые
В начале XX века ископаемые богатства края заключались в каменном угле, золоте, серебре, свинце и железе. В начале XX века было известно до 22 местонахождений каменного угля, из которых 17 находилось в прибрежной полосе, а 5 внутри края. Более известны следующие месторождения: на бер. Новгородской бухты, по р. Сидими, в 40 вер. от её устья, по р. Момгучаю, в сев. части бухты Конгоузы, в вершине Амурского зал. и на прав. берегу Сучана на З. и С. З. от дер. Новицкой. Последнее месторождение одно из лучших. Здешний уголь принадлежит к полуантрацитам, толщина пласта 1,95 м. Золото встречается по многим речкам, но содержание его незначительно, почему прииски не разрабатываются, за исключением россыпей на Анненском прииске по р. Когоут, впадающей в бухту Атрек. Месторождения серебра, свинца и железа находятся в разных местах по берегу Сев.-Японского моря, но в начале XX века они ещё не были исследованы. Уссурийский край в начале XX века был богат мрамором, строительным камнем разных пород и известью.

## Население
О населении и занятиях жителей — см. Приморская обл., Уссурийский и Южно-Уссурийский округи.

## История
Уссурийский край был присоединён к России в 1858 году, на основании Айгунского договора. В 1861 году, после заключения в 1860 году Пекинского договора, была определена государственная граница Российской империи и Китая. При включении территории в состав Российской Империи население края составляло до 70 тыс. человек. В 1860 году были основаны военные посты Владивосток и Новгородский. В 1861 году основан пост Турий Рог на западном берегу озера Ханка.  В 1864 году крестьянами с низовьев Амура были основаны близ залива Святой Ольги села Новинка, Фудин и Пермское. В 1866—1867 годы образованы крестьянами из Амурской области селения Астраханка, Никольское и др. В 1868 году из забайкальских и амурских казаков была сформирована Уссурийская казачья сотня.
В 1869 году переселенцы с реки Маи основали села Ильинское, Богословку. Вновь освоение края возобновилось через 10 лет. В 1879 году в Южно-Уссурийский край из долины реки Уссури были переселены казаки, основавшие 10 станиц. Заселение Уссурийского края русскими крестьянами-переселенцами началось вслед за присоединением его к России, но шло первоначально чрезвычайно медленно: из-за трудности следования через всю Сибирь при полном отсутствии в Приамурье устроенных путей сообщения к 1882 году в крае возникло, несмотря на принимавшиеся меры, всего 14 селений, с населением в 3 с небольшим тысячи человек. С 1883 году при помощи флота началось заселение края переселенцами из Европейской России. Кроме русских поселенцев край стали осваивать и корейцы. К концу века на территории края была построена железная дорога, проходившая от Владивостока к озеру Ханка вдоль рек Сунгачи и Уссури до Хабаровска.
К 1898 году славянское населения края составило 28460 человек. Благодаря естественному приросту, а также значительному контингенту запасных солдат, которые оставались в крае по отбытии службы, общая численность русского крестьянского населения к 1 январю 1899 года достигла 52474 человек в 108 селениях.
Из них 1) в западной части Южно-Уссурийского края, в Ханкайской равнине и по её окраинам (до станции Уссури), были расположены 69 селений; 2) в районе побережья Японского моря 27 селений (в том числе 25 селений между Владивостоком и речною системою Сучана и только два селения северней); 3) в центральной части Южно-Уссурийского края, по побережью Даубихэ пять селений; 4) на крайнем юго-западе, в Посьетском участке — два селения. Из 108 селений 103 были сосредоточены в Южно-Уссурийском крае, который был наиболее освоеным районом на российском Дальнем Востоке. На территории Северо-Уссурийского края к 1 января 1899 года существовало всего пять крестьянских селений, все — в ближайших окрестностях Хабаровска и с определённо выраженным характером пригородных селений. По всему течению Уссури, от станции Уссури до Хабаровска, крестьянская колонизация вовсе не начиналась.

Численность Уссурийского казачьего войска к 1899 году составила 11293 человек, размещавшихся в 50 селениях, Большинство которых сосредоточилось в Ханкайской равнине, и только редкая цепь незначительных по большей части казачьих поселений тянулась вдоль побережья Уссури. В последние десятилетия Российской империи морское переселение в Уссурийский край значительно усиливается, а вместе с тем, благодаря доведению железной дороги до Стретенска на Шилке, сильно возрастает и сухопутное переселение (через всю Сибирь). В 1899 году в Уссурийский край морем переселилось 8307 человек, сушей 849, в 1900 году морем 6354 и сушей 3582, в 1901 году — морем 7875 и сухим путём 1289. За эти три года 28256 человек, почти столько же, сколько перед тем переселилось за 13 лет. 
С 1899 года в Уссурийском крае велись работы по отысканию и обмежеванию удобных для заселения земель. 

## Сельское хозяйство
Сельское хозяйство начала XX века в крае представляли два совершенно различные типа: крестьянско-казачье и корейско-китайское. По официальным данным за 1898 г., у 6259 русских крестьянских семей имелось лошадей 10680, быков 11681, нерабочего скота 20933 гол., мелкого скота 13792, а под посевами состояло 44717 десятин. В среднем на семью приходилось по 3,6 голов рабочего скота и по 3,3 нерабочего, а посева — по 5 1/2 дес.; если же взять одних только переселенцев, проживших в крае не менее 5 лет, то для них средний размер посевной площади достигает 7 десятин на семью. По хлебам посевная площадь у русского населения распределяется так: пшеница яровая 38,7 %, рожь озимая 1,9 %, яровая 6,3 %, овес 25,7 %, ячмень 4,5 %, гречиха 13,1 %, просовые хлеба 2,6 %, бобы и кукуруза 1,9 %, горох 0,4 %, картофель 2,7 %, лён и конопля 2,1 %. Таким образом, крестьянское хозяйство почти исключительно зерновое, с преобладанием пшеницы и овса. На побережье Японского моря климат слишком влажен для пшеницы, вследствие чего в посевах преобладают здесь ярица и овес. Из неколосовых хлебов более важное значение имеет только гречиха, которая играет роль парового растения. Система полеводства в крае чисто переложная, даже без употребительного в Сибири чёрного пара. Типичный севооборот для Южно-Уссурийского края, по Крюкову, такой: гречиха — ярица — пшеница — ярица — овес — овес, или ячмень — гречиха — ярица, или пшеница — овес и так далее, пока поле не истощится. Этот севооборот характерен, по-видимому, только для приморских местностей, где климат неблагоприятен для пшеницы; в более отдаленных от моря местностях посевы ярицы и овса играют меньшую, посевы пшеницы — гораздо большую роль. Обработка земли в крестьянских хозяйствах — та самая, какая усвоена переселенцами на их родине, в Малороссии, — мало приноровлена к особенностям Уссурийского климата, вследствие чего крестьянское хозяйство сильно страдает от избытка дождей и вообще от излишней влажности; урожаи часто портятся и в количественном отношении, и особенно в качественном, и «пьяный хлеб» причиняет все большие опустошения. В очень плохом состоянии и крестьянское скотоводство, отчасти из-за плохого свойства кормов, обусловленного также избытком атмосферной влаги и неблагоприятными условиями уборки сена, отчасти плохим качеством местных — корейской и маньчжурской — пород, очень мало улучшенных привозными породами.
Корейско-китайское хозяйство имело совершенно иной характер. По данным Крюкова (1892 года), у 2917 корейских домохозяйств насчитывалось рогатого скота 3540 голов, лошадей 1879 и свиней 3966, под посевом же состояло 9988 десятин. Учёта числовых данных относительно китайского хозяйства не производилось; но по межевым данным известно, напр., что в одном только бассейне Японского моря, при бухте Конгоуза и по рр. Судзухе, Таухе, Банчину и Пхусуну, во второй половине девятидесятых годов насчитывалось китайских запашек до 3500 дес. В общей сложности по всему Уссурийскому краю площадь китайских запашек окажется, можно думать, не меньшею, нежели площадь запашек корейцев. В среднем на семью у этих последних размер запашки не превышает 3,4 десятин, рогатого скота приходится по 1,2 и лошадей по 0,6 голов. По хлебам посевная площадь корейцев определяется следующим образом: пшеницы 0,4 %, ярицы 12,6 %, овса 31,8 %, ячменя 4,5 %, гречихи 0,1 %, просовых хлебов 31,4 %, бобов и кукурузы 14,2 %, гороха 0,6 %, картофеля 3,6 %, конопли 0,7 %. Характерна для корейского и китайского хозяйства громадная роль просовых хлебов (чумиза и гаолян), кукурузы и бобовых растений (главным образом — китайская соя), занимающих вместе с картофелем почти половину посевной площади. Система полеводства у китайцев и корейцев является, таким образом, не зерновою, а плодосменною — и это дает хозяйству корейцев и китайцев большие преимущества перед русским. Ещё более характерна обработка пашен: поля разделываются в узкие грядки, на которых посев производится рядами; во время произрастания хлебов пашни или пропахиваются, или мотыжатся по нескольку раз; такими приемами обработки достигается более совершенное искоренение сорных трав, а главное — обеспечивается стекание дождевой воды и устранение лишней атмосферной сырости, в результате чего получаются более верные урожаи и гораздо лучшее качество продукта. Корейско-китайское хозяйство является поэтому образцом для подражания русских крестьян, которые начинают перенимать из него, хотя и очень медленно, отдельные элементы — грядовую вспашку, посев бобовых растений и т. п. Целиком перенять китайско-корейскую культуру крестьяне не могут, потому что она требует огромной затраты труда, не окупающейся при существующей в крае высокой оценке русского труда. Своеобразно у китайцев и корейцев поставлено и скотоводство: оно основывается почти полностью на стойловом содержании: летом скот кормят свеженарезанною травою, зимой — главным образом бобовыми жмыхами и т. п. побочными продуктами земледелия.
Частновладельческих участков, по данным 1899 году, было 141, с 17910 десятин земли. Из числа владельцев 28 % принадлежат к привилегированным сословиям, 18 % — купцы, 18 % — мещане, 30 % — крестьяне, 2,3 % — казаки, 3 % — разные компании и товарищества. Из 130 участков, относительно которых имеются более детальные сведения, 56 — площадью не более 100 десятин, 72 — от 100 до 400 десятин и два свыше 400, но не более 1000 десятин каждый. Все частновладельческие участки группируются в окрестностях главных населенных пунктов края — Владивостока, Никольска, Хабаровска и села Раздольного, — что обеспечивает им наиболее выгодный сбыт и сравнительную легкость своевременного найма рабочих рук. Относительно значения в Уссурийском крае частновладельческих хозяйств существуют разные мнения: некоторые (Крюков) видят в них главнейший фактор культурного развития края, но господствующим взглядом является скорее отрицательный. Культурное значение — и то довольно ограниченное — признается лишь за немногими частновладельческими хозяйствами и не столько в области полеводства, сколько в области скотоводства и плодоводства. Громадное большинство частновладельческих хозяйств в крае основывается всецело на китайской или корейской испольщине и вовсе не имеет культурного значения. В общей сложности сельское хозяйство в Уссурийском крае в настоящее время уже вполне обеспечивает продовольственные потребности самого сельского населения и дает возможность сбыта излишков, которые закупаются городским населением и интендантством для продовольствия войск. В 1892 г. было закуплено интендантством до 600000 пудов и продовольственные потребности местных войск были вполне покрыты местным хлебом. В последние же годы размеры местных закупок интендантства значительно сократились; для продовольствия значительно возросших в численности войск интендантство находит более выгодным закупать по преимуществу привозный, более дешёвый хлеб. Размеры скотоводства совершенно недостаточны, что выражается и в крайней дороговизне рабочего скота, и в недостатке животных продуктов, которые для потребления городов ввозятся по большей части в консервированном виде.